# Claus Michael Møller
Claus Michael Møller (født 3. oktober 1968 i Hjørring) er en tidligere dansk cykelrytter. Han sluttede sin karriere efter 2007-sæsonen, efter 3 år hos det portugisiske hold, Barbot - Halcon.
Claus Michael Møller er nu tilknyttet Cycling Nord som sportskoordinator.
| Grand Tour | 1996 | 1997 | 1998 | 1999 | 2000 | 2001 | 2002 | 2003 | 2004 |
| ---------- | ---- | ---- | ---- | ---- | ---- | ---- | ---- | ---- | ---- |
| Giro       | 96   | –    | –    | 17   | –    | –    | –    | –    | –    |
| Tour       | –    | –    | –    | –    | –    | –    | –    | –    | 70   |
| Vuelta     | –    | WD   | 25   | –    | –    | 8    | 12   | 33   | 80   |

WD = Trak sig (Withdrew)